# VoZe
VoZe EV – dawny chilijski producent elektrycznych mikrosamochodów z siedzibą w Santiago, działający w latach 2012–2017.

## Historia
Pomysł na pierwszy w historii chilijskiego przemysłu motoryzacyjnego samochód elektryczny lokalnej produkcji pojawił się w 2011 roku, gdy Daniel Pávez ze stołecznego Santiago, doświadczony 10 latami pracy w branży elektromobliności, zdecydował się zbudować własny pojazd bezemisyjny. W 2013 roku VoZe EV zbudowało pierwszy prototyp w postaci trójkołowego, elektrycznego modelu o nazwie Lüfke, który powstał z myślą o poruszaniu się po zatłoczonych chijiskich arteriach.
W grudniu 2015 roku VoZe przedstawiło rozwinięcie studium z 2013 roku w postaci produkcyjnego, elektrycznego mikrosamochodu o nazwie Sôki. Dwumiejscowy pojazd przyjął postać trójkołowca, łącząc cechy motocyklu i samochodu, z zapowiadanym debiutem rynkowym w 2016 roku. Wówczas wyprodukowana została krótka seria z ceną 12 tysięcy dolarów za egzemplarz. Produkcja pojazdu wraz z działalnością VoZe dobiegła końca niespełna dwa lata później, w październiku 2017 roku, z powodu niewielkiego zainteresowania elektrycznym mikrosamochodem.

## Modele samochodów

### Historyczne
- VoZe Sôki (2015–2017)

### Studyjne
- VoZe Lüfke (2013)